# 论宇宙

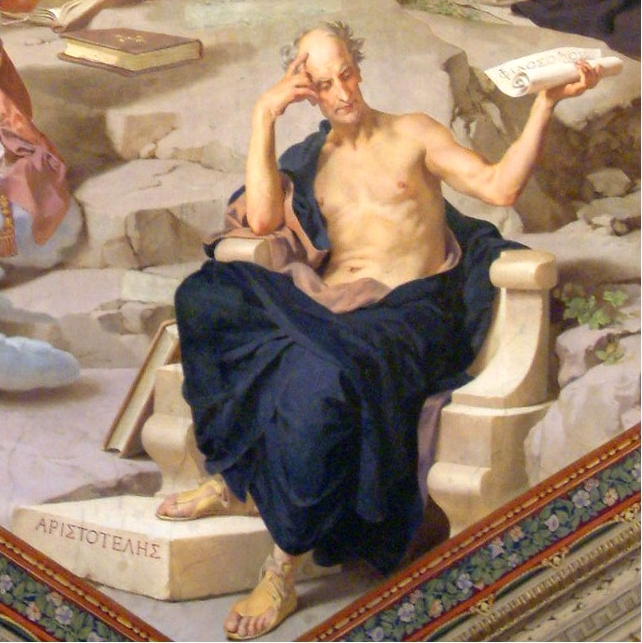
论宇宙作者：亚里士多德

论宇宙（希臘語：Περὶ Κόσμου），是一本假托于亚里士多德之手的无名氏著作。因此，它被归为伪亚里士多德作品。论宇宙的成书年代并不确定，但人们认为它写作于公元前250年之前或公元前350至公元前200年之间。它是在贝克编号391-401中被发现的。

## 概述
论宇宙 讨论了宇宙学（第2章）和气象学（第4章）的话题。
最早在希腊出版后，这本书由阿普列尤斯翻译为拉丁语，由艾因角的塞尔吉乌斯翻译为叙利亚语，还被翻译为三个不同阿拉伯语版本。
威廉·卡佩勒（Neue Jahrbücher，1905年）将书中绝大多数的学说上溯到波希多尼。

## 書目

### 評註
- George E. Karamanolis、Pavel Gregorić編， Pseudo-Aristotle, On the Cosmos. A Commentary. 劍橋大學出版社2020年版